# Limons

Limons este o comună în departamentul Puy-de-Dôme, Franța. În 1 ianuarie 2022 avea o populație de 729 de locuitori.